# Matthew de Westminster
Matthew de Westminster fue considerado durante mucho tiempo como el autor de la Flores Historiarum, ahora se cree que nunca existió y que la atribución se debió probablemente al error de un copista. Este error fue descubierto por vez primera por Francis Turner Palgrave en 1826, quien dijo que Matthew fue «un fantasma que nunca existió»,[cita requerida] más tarde la verdad de esta afirmación fue demostrada totalmente por Henry Richards Luard. El nombre parece haber sido tomado de Mateo de París (en inglés: Matthew of Paris), de cuya obra, Chronica majora, fue copiada principalmente la primera parte de la antología Flores Historiarum, y de la abadía de Westminster, donde la obra fue escrita parcialmente.